# Peresznye
Peresznye (deutsch Prössing, kroatisch Prisika) ist eine Gemeinde im Kreis Kőszeg im Komitat Vas in Westungarn. Auf einer Fläche von 10,73 km² leben 826 Einwohner (Stand 1. Jänner 2015). Der Ort liegt 10 Kilometer östlich von Kőszeg, direkt an der Grenze zu Österreich.

## Geschichte
Die erste urkundliche Erwähnung der Siedlung stammt ungefähr aus dem Jahr 1195 als Markt im Besitz des Klosters Marienberg.
Eine Urkunde von Papst Innozenz III. aus dem Jahr 1209 erwähnt Pereszny als maiores eines  Zisterzienserklosters.
Nach dem verheerenden Türkenfeldzug von 1532 siedelte Nikola Jurišić von seinen kroatischen Gütern Kroaten nach Peresznye um. Ihr Bevölkerungsanteil ist bis heute auf 36 % gesunken.
Von 1568 bis 1671 war der Ort im Besitz der Familie Nádasdy. Nach der Hinrichtung von Franz III. Nádasdy als Mitglied der Magnatenverschwörung ging der Besitz auf Paul I. Esterházy de Galantha und seine Familie über.
Der zum Komitat Ödenburg gehörende Ort hatte im Jahr 1910 744 Einwohner, mehrheitlich Kroaten, mit einer bedeutenden ungarischen Minderheit. 1877 gehörte er zum Stuhlbezirk Felsőpulya (Oberpullendorf) und ab 1882 zum Stuhlbezirk Csepreg.
Mit der Verwaltungsreform von 1950 wurde die Gemeinde dem Komitat Vas angegliedert.

## Sehenswürdigkeiten
- Ägidius-Kirche

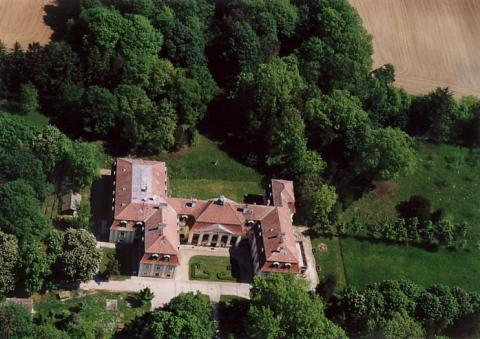
Schloss Széchenyi
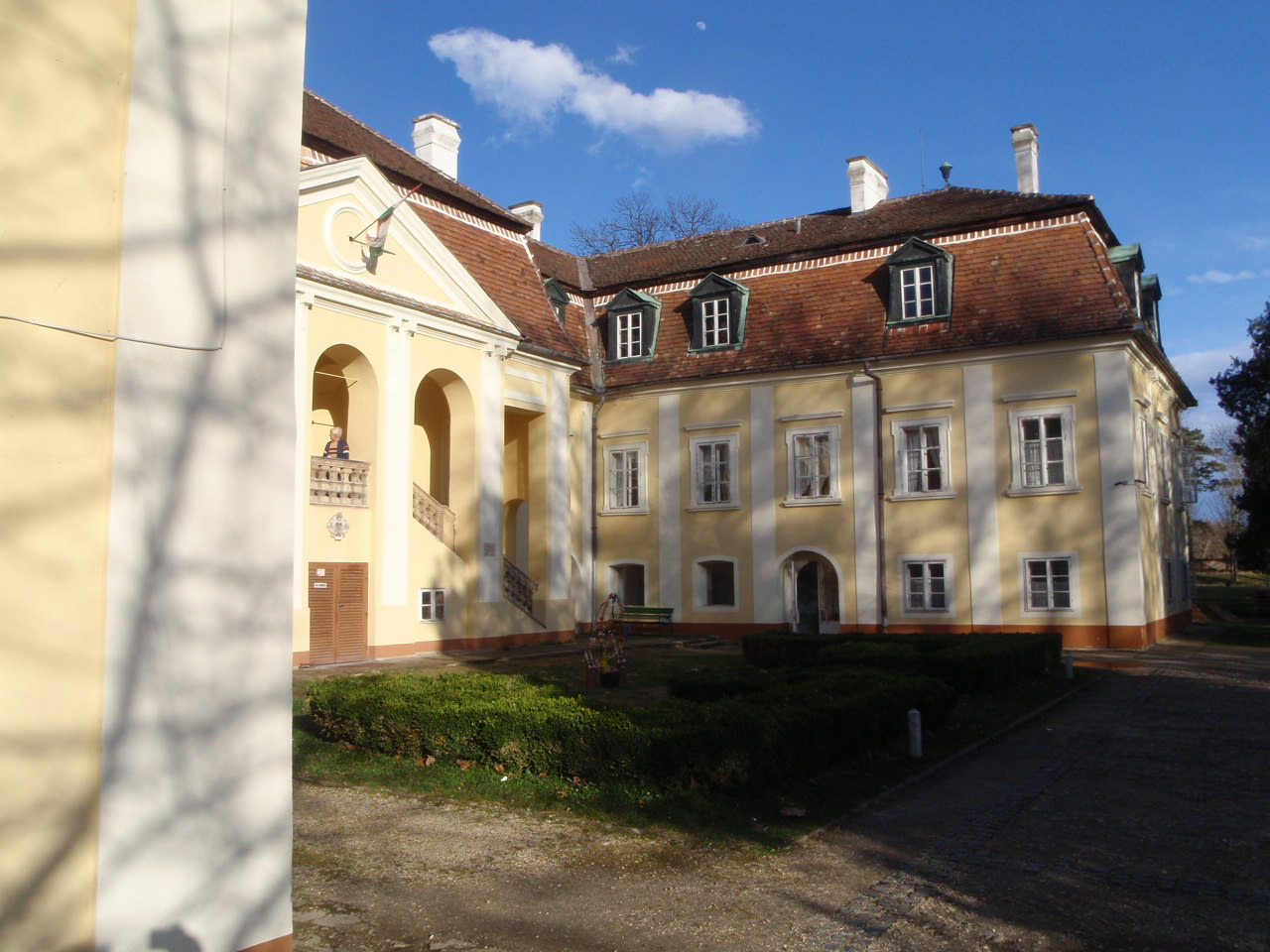
Schloss Széchenyi
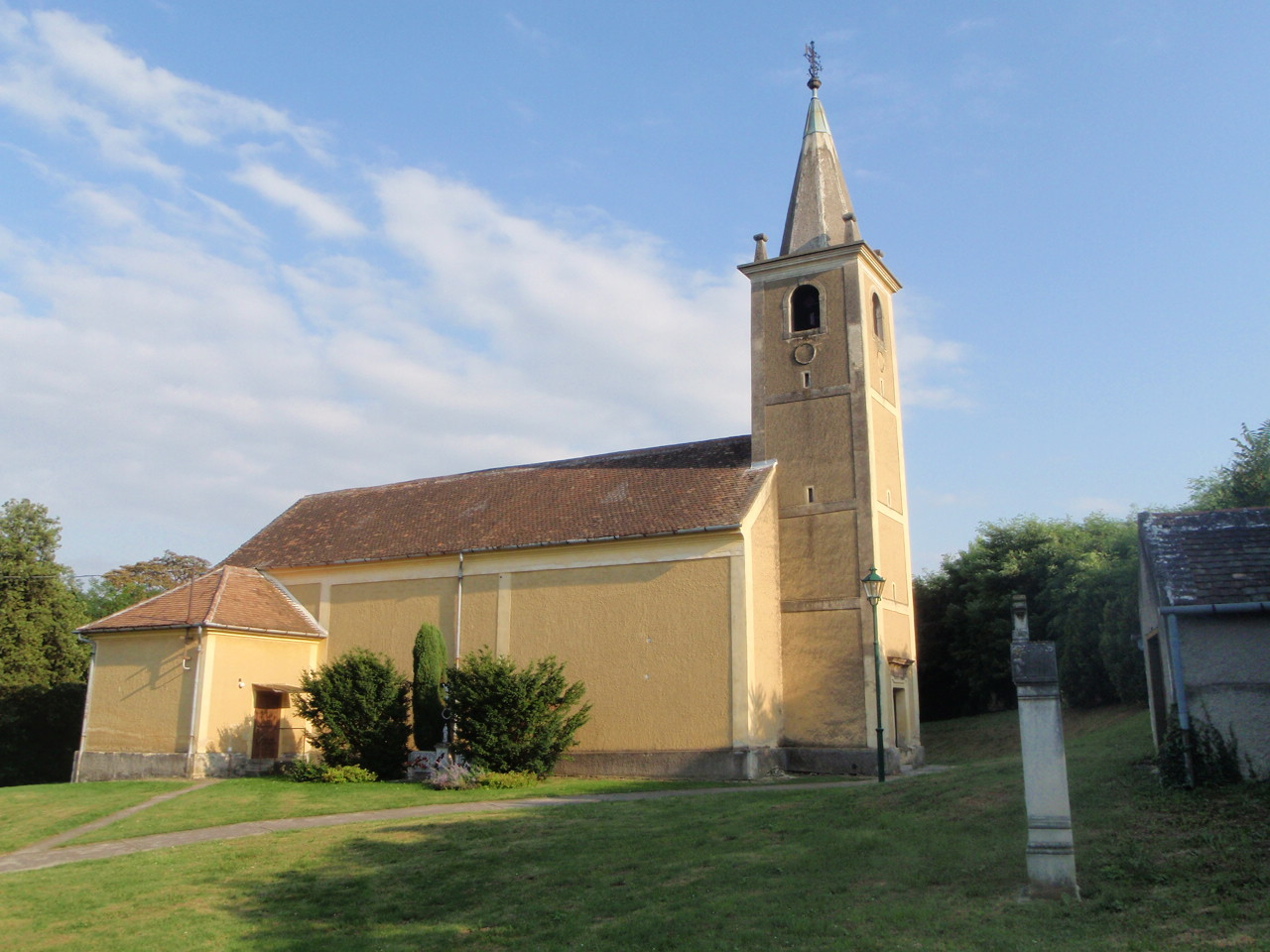
Ägidius-Kirche
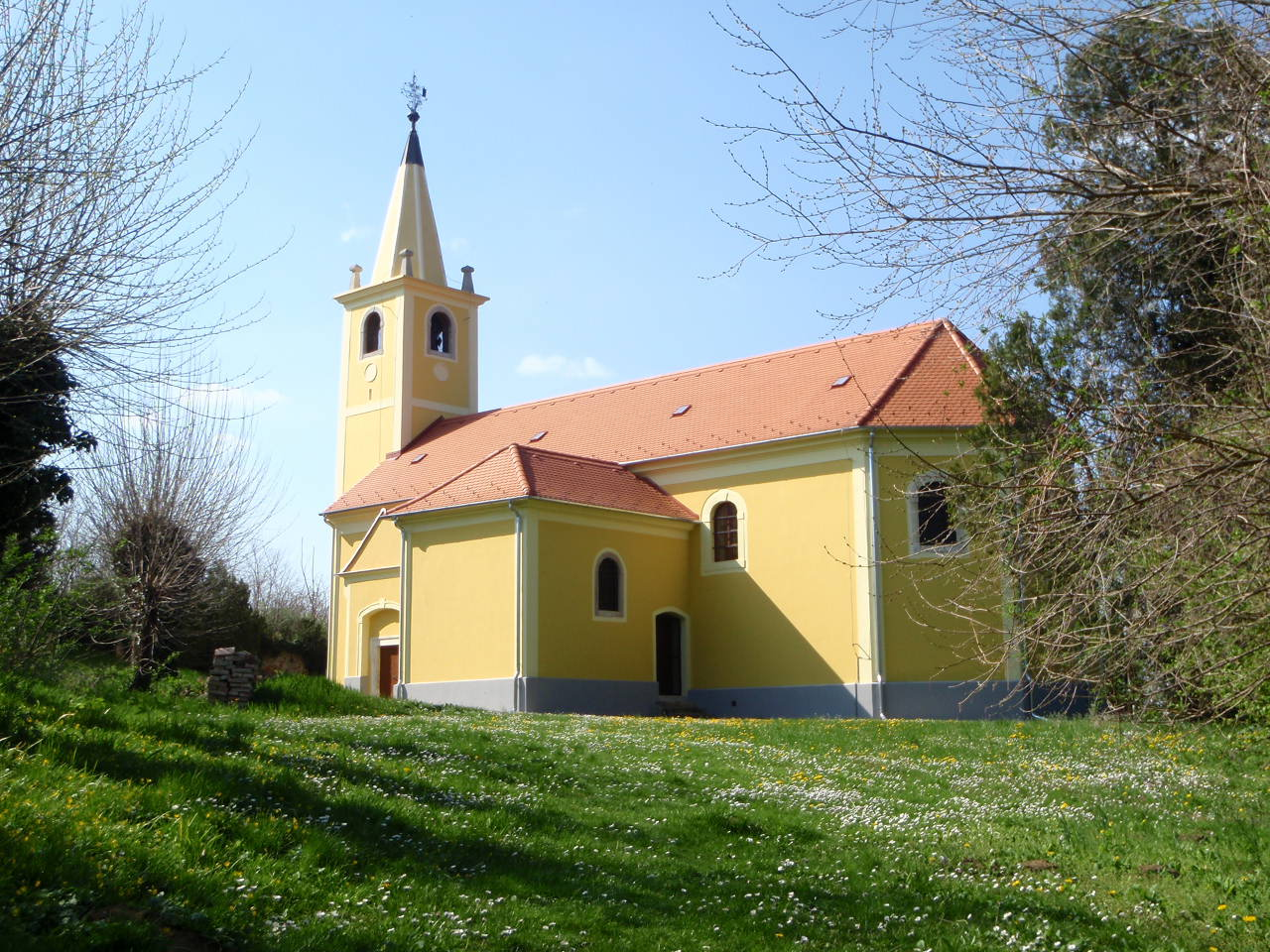
Südansicht der Ägidius-Kirche
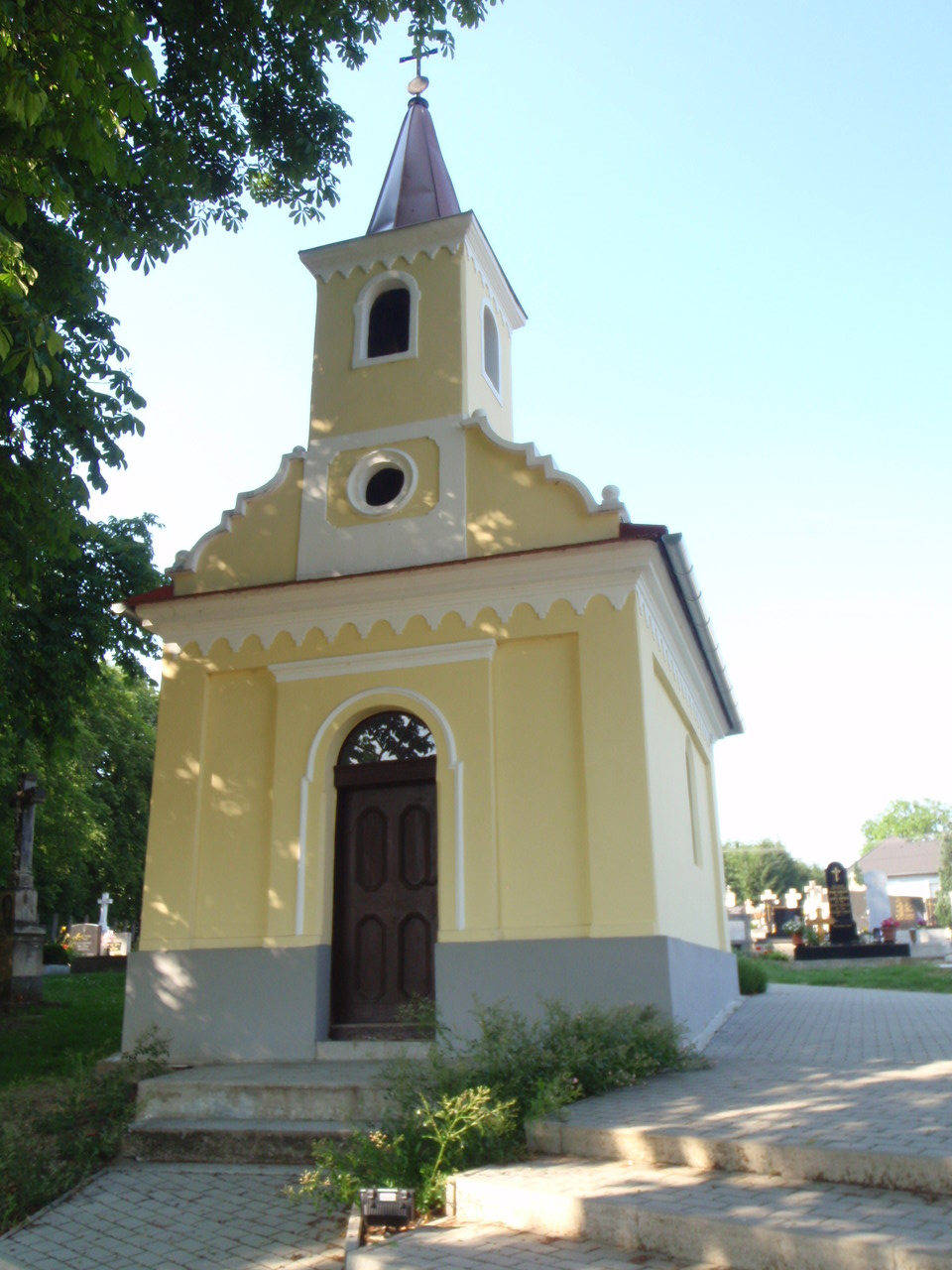
Friedhofskapelle
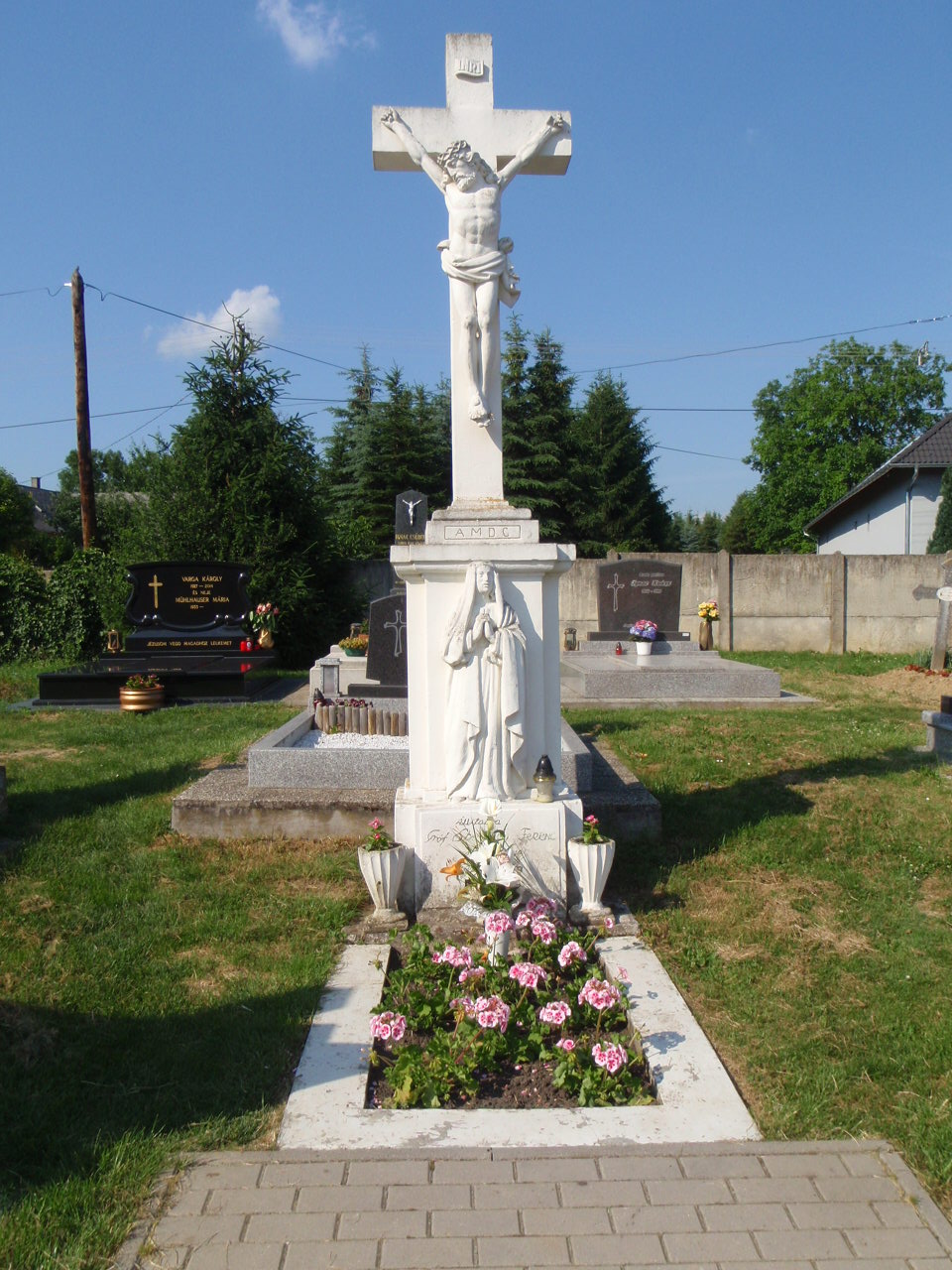
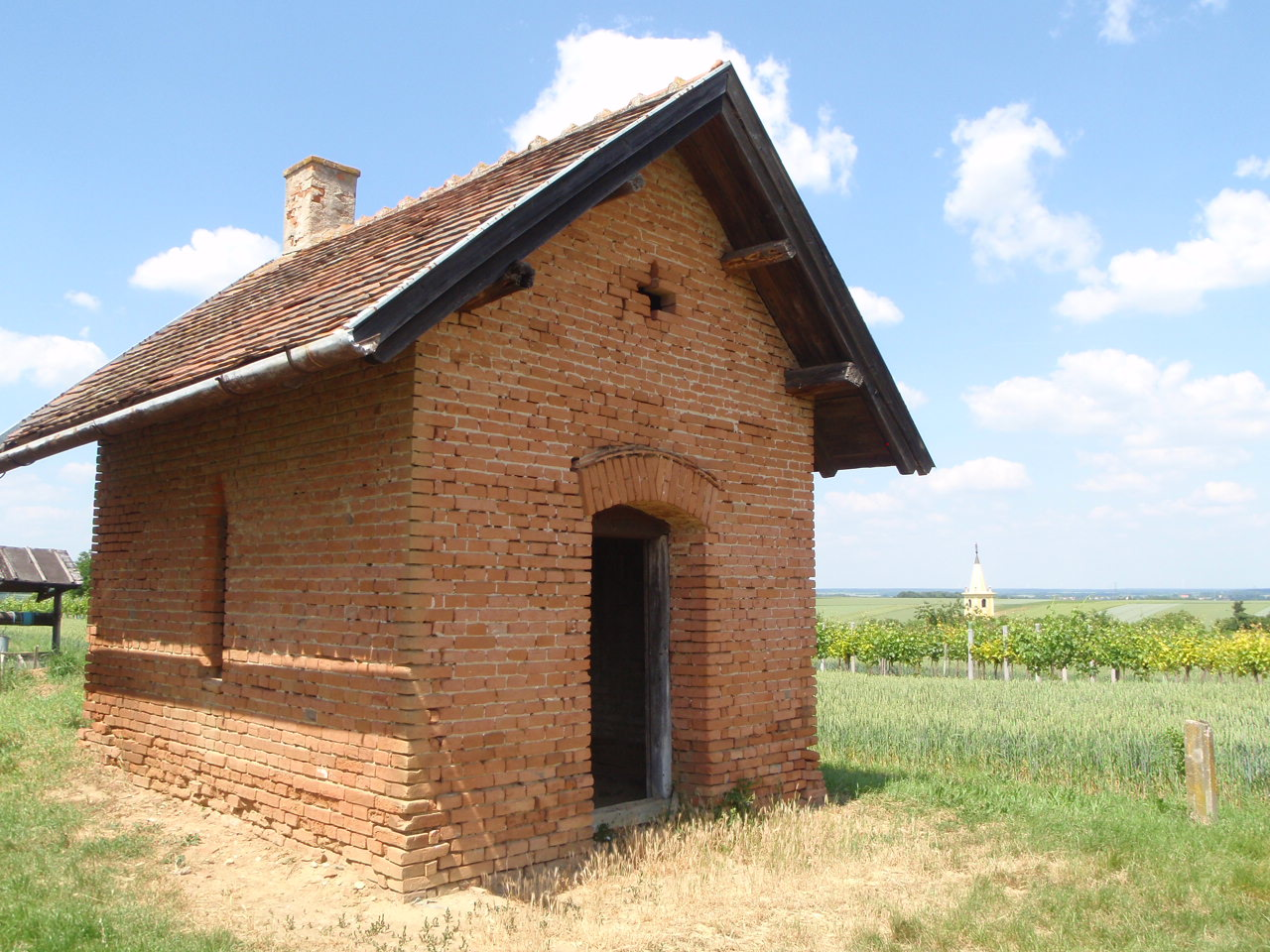
Hüterhaus auf dem Fuchsberg (Rókahegy)
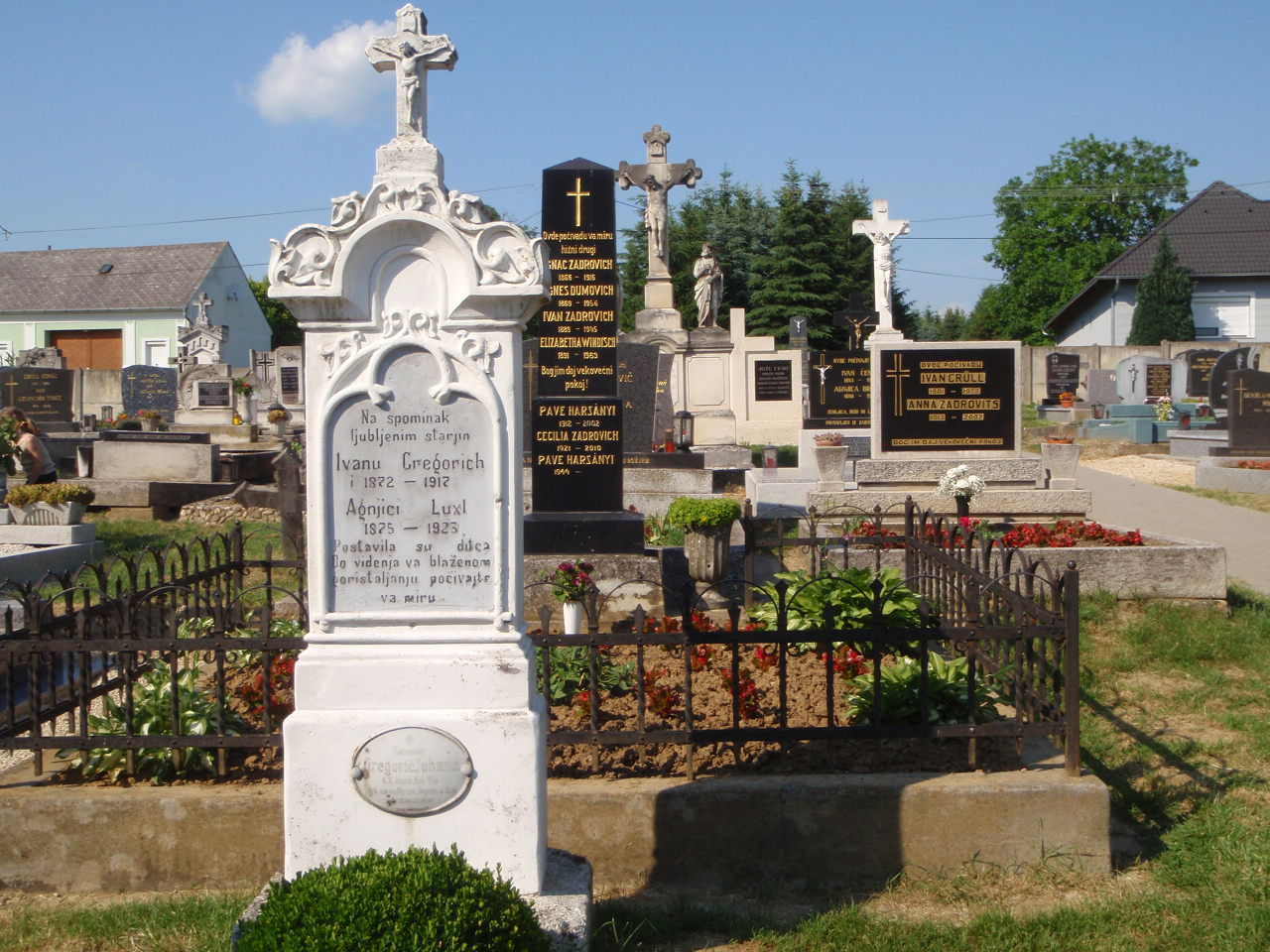
Friedhof
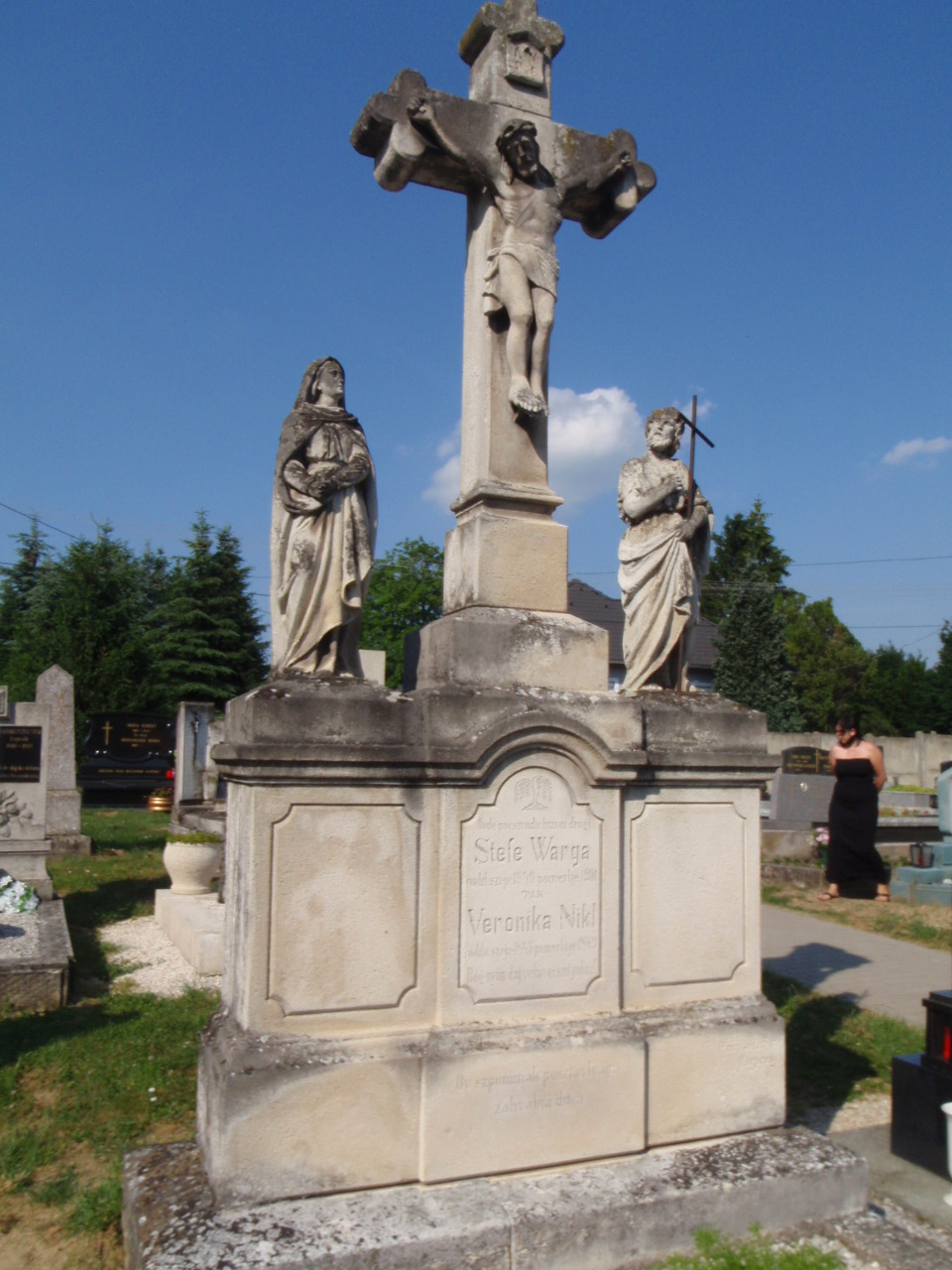
Friedhof Grabmal
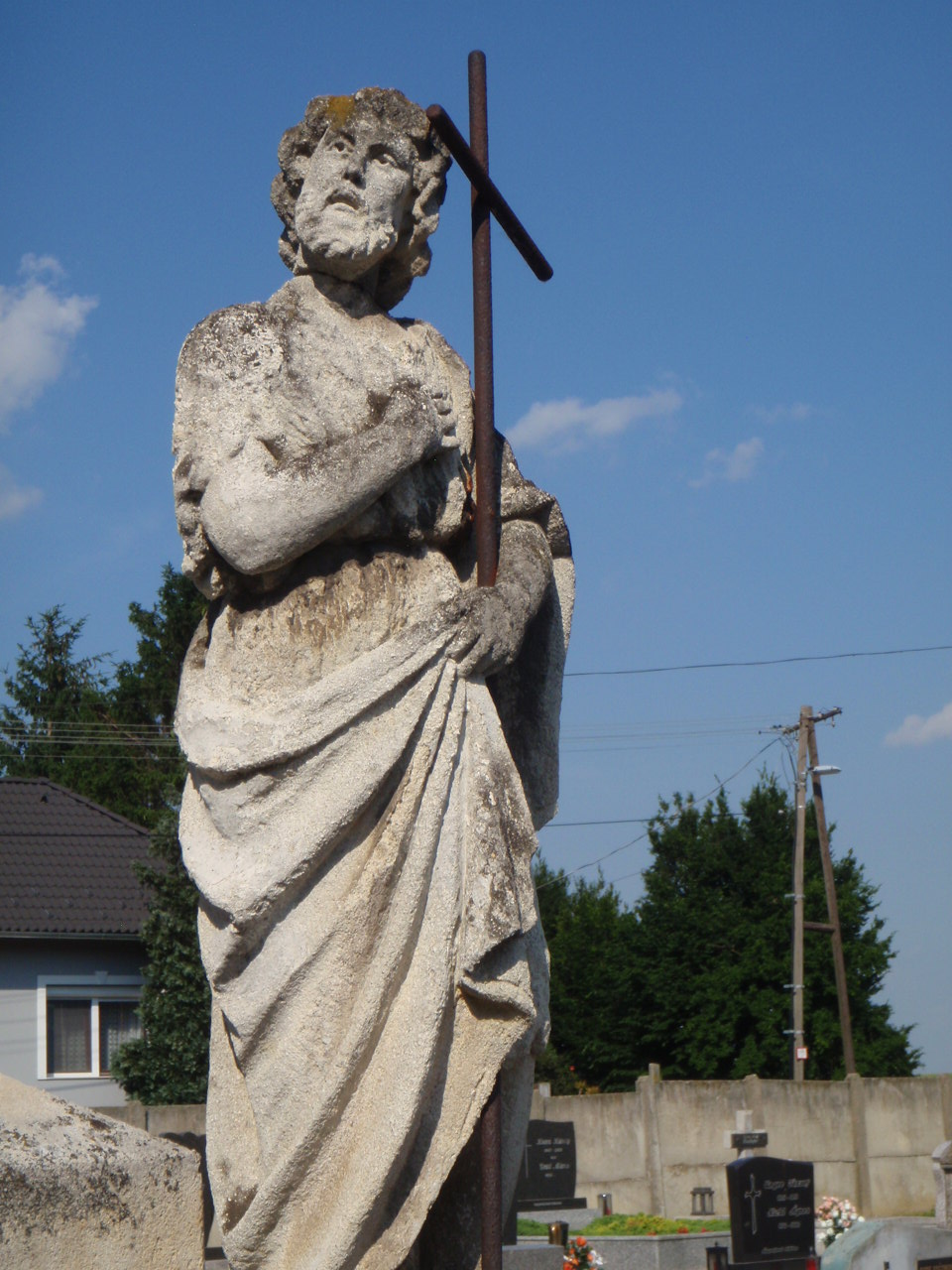
Friedhof St. Pertrus
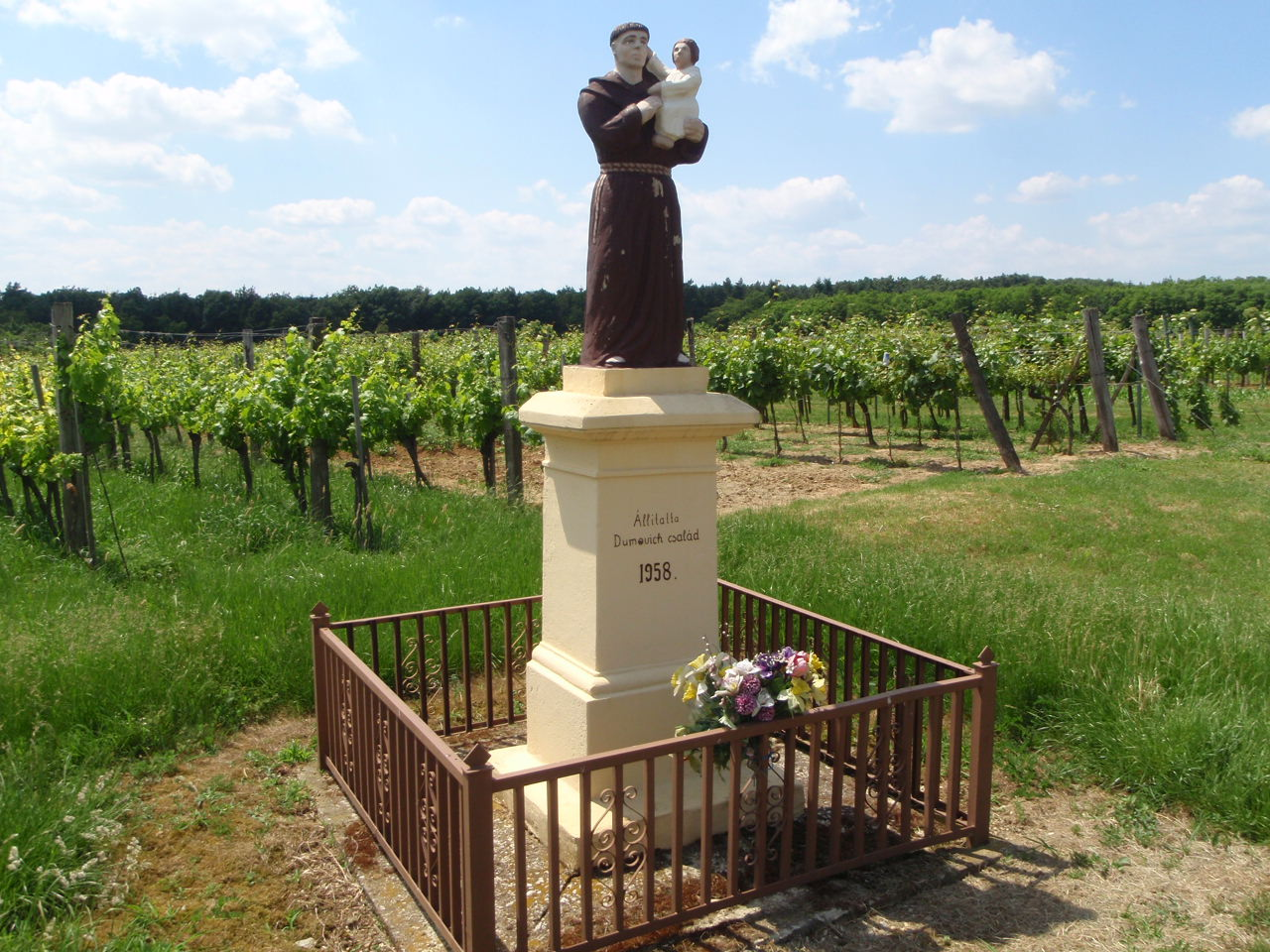
Antoniusstatue
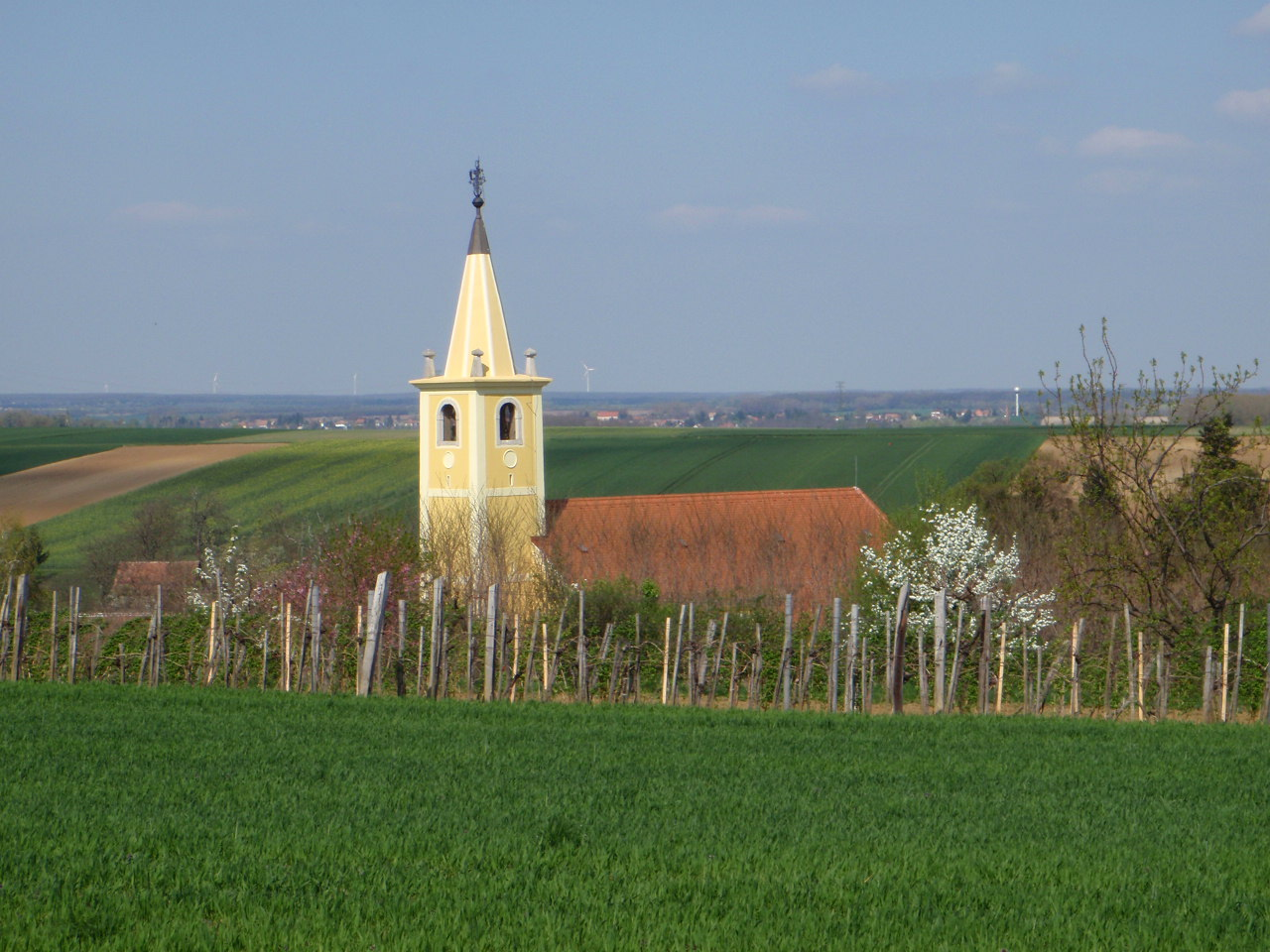
Das Dorf hinter einem Weinberg
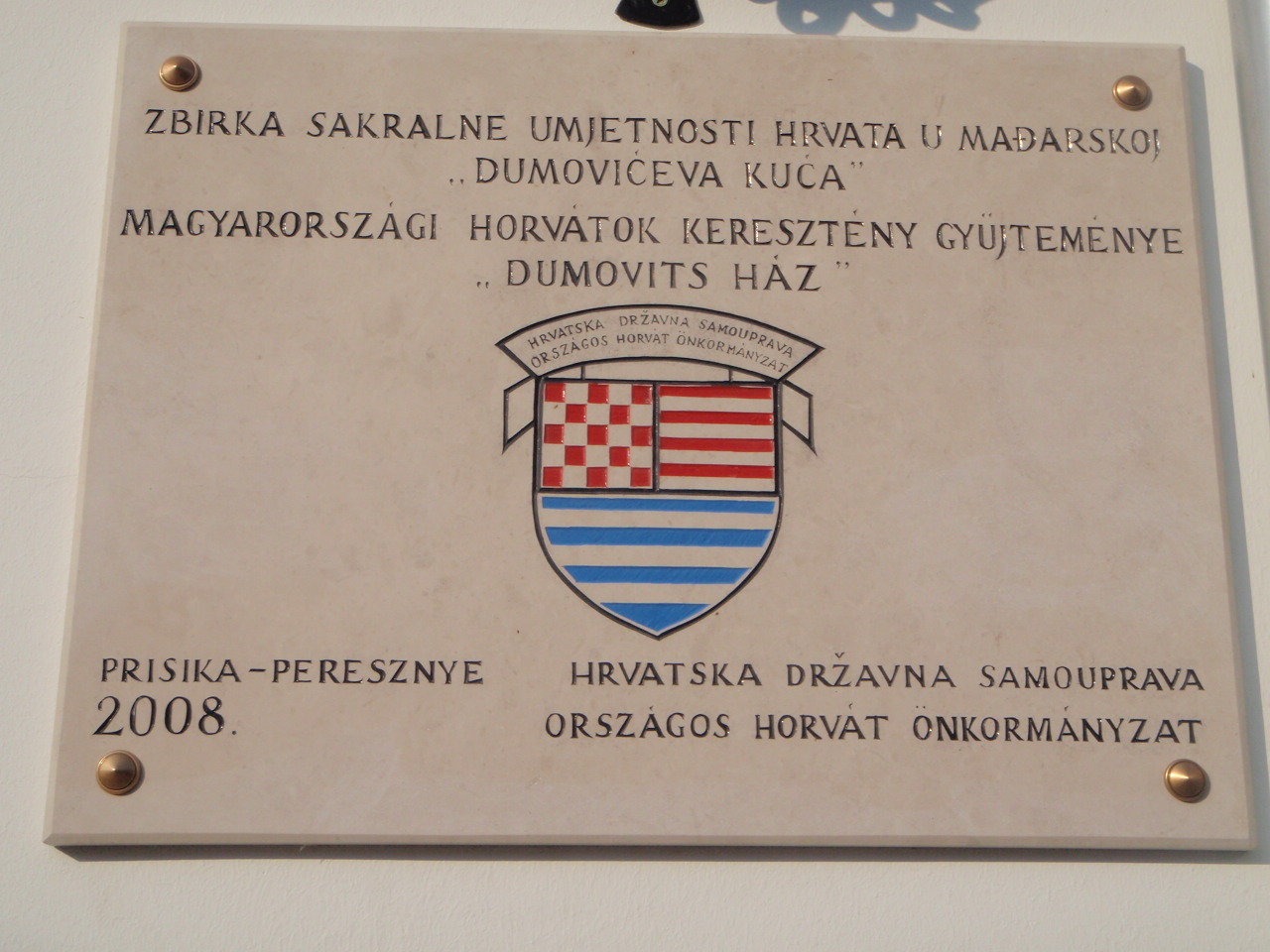
Gedenktafel am Dumovits-Haus, Hunyadi utca
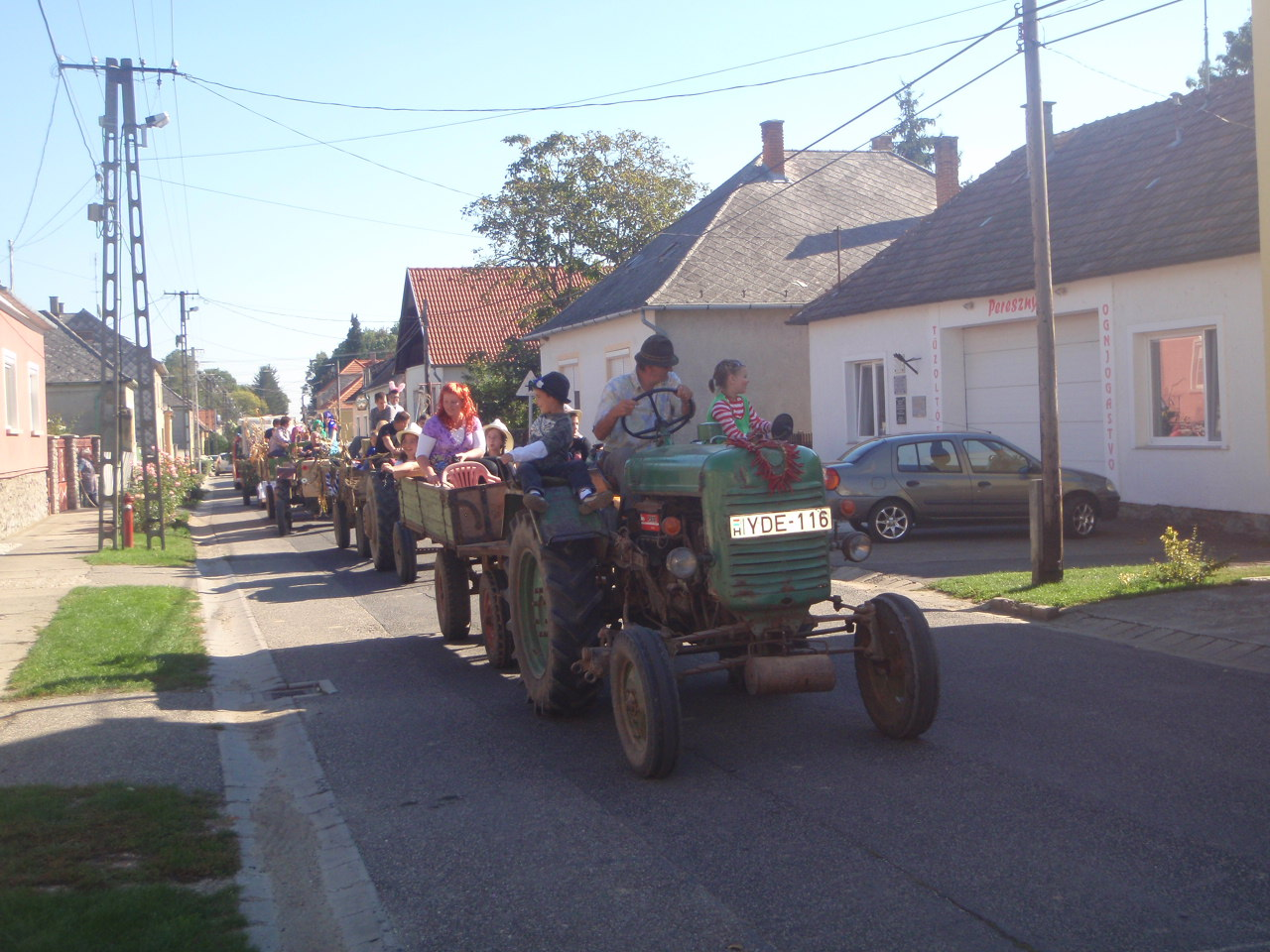
Weinlese-Umzug 2012

- Schloss Széchenyi
- Schloss Széchenyi
- Ägidius-Kirche
- Südansicht der Ägidius-Kirche
- Friedhofskapelle
- Hüterhaus auf dem Fuchsberg (Rókahegy)
- Friedhof
- Friedhof Grabmal
- Friedhof St. Pertrus
- Antoniusstatue
- Das Dorf hinter einem Weinberg
- Gedenktafel am Dumovits-Haus, Hunyadi utca
- Weinlese-Umzug 2012

## Gemeindepartnerschaften
- Voloder, Kroatien
- Šiljakovina, Kroatien

## Persönlichkeiten
- József Ficzkó (1772–1843), ein lokaler kroatischer Schriftsteller und Pionier der zeitgenössischen kroatischen Literatur in Westungarn, lebte und starb hier.
- Leopold Berchtold (1863–1942) lebte hier in seinen letzten Jahren vor seinem Tod im Jahre 1942. Er war österreichischer Diplomat, stellvertretender Außenminister der österreichisch-ungarischen Monarchie bei Ausbruch des Ersten Weltkriegs.